# Mačací potok
Mačací potok – ciek wodny w południowej części środkowej Słowacji (w Gemerze), prawy dopływ Rimavy w zlewisku Morza Czarnego. Długość – 24 km. 
Źródła Mačacíego potoku znajdują się na wysokości około 240 m n.p.m. w słowackiej części wyżyny Czerhat. Rzeka płynie na północny wschód i zaraz po wypłynięciu do Kotliny Rimawskiej dzieli się na dwa ramiona, z których pierwsze od razu uchodzi do Rimavy koło wsi Šimonovce, a drugie płynie na wschód wzdłuż niej i uchodzi koło wsi Rimavská Seč.
W środkowym biegu Mačací potok zasila niewielki sztuczny zbiornik Hostice koło wsi Hostice.